# Географія Китайської Народної Республіки
Китай — східноазійська країна, що знаходиться на сході континенту Євразія . Загальна площа країни 9 596 960 км² (4-те місце у світі), з яких на суходіл припадає 9 326 410 км², а на поверхню внутрішніх вод — 270 550 км². Площа країни трохи менша, ніж площа США. 

## Назва
Офіційна назва — Китайська Народна Республіка, Китай, КНР (кит.: 中華人民共和國, 中國). Китайська назва країни Чжун-го складається з двох ієрогліфів, що позначають 国 — центр, середину[джерело?] і 中 — люди, народ[джерело?], тобто Центральний народ[джерело?], Серединна держава. Назва країни Китай походить від назви монгольського племені киданів (кит.: 契丹 — цідань), які заснували державу Ляо в північному Китаї у X-XI століттях. Термін Катай на позначення цього регіону ввів Марко Поло на противагу південному Китаю — Манджі (кит.: 蠻子 - південні варвари). Стародавні греки та римляни називали країну Серес (дав.-гр. Σηρες). Цей термін походить від китайського слова «сі» кит.: 丝, що означало шовк. Власне, лат. sērĭcă теж означає шовк. Топонім європейськими мовами Хіна, Чина, Чайна, Сіна (англ. China, фр. China, нім. China, італ. Cina, фін. Kiina) походить від перської назви країни — Цин (перс. چین). Цю назву у Європі з 1555 року популяризувала книга подорожей Марко Поло. Слово запозичено з санскриту (санскр. चीन) і походить, імовірно, від назви китайської династії Цінь, що правила у 221-206 роках до н. е.), хоча сам термін використовувався і до того часу.

## Географічне положення
Китай — східноазійська країна, що межує з 14 іншими країнами: на заході — з Таджикистаном (спільний кордон — 477 км), Киргизстаном (1063 км) і Афганістаном (91 км), на південному заході — з Бутаном (477 км), Індією (2659 км) і Непалом (1389 км), на північному заході — з Казахстаном (1765 км), на півдні — з М'янмою (2129 км), Лаосом (475 км) і В'єтнамом (1297 км), на півночі — з Монголією (4630 км), Пакистаном (438 км), на північному сході — з Російською Федерацією (4133 км на сході + 46 км на північному заході) і КНДР (1352 км). Загальна довжина державного кордону — 22 457 км. Внутрішні кордони з Гонконгом — 33 км і Макао — 3 км. Китай на сході омивається водами Жовтого, Східно- і Південнокитайського морів Тихого океану. Загальна довжина морського узбережжя 14,50 тис. км.

Карта Китаю від ООН (англ.)Карта Китаю від ООН (англ.)
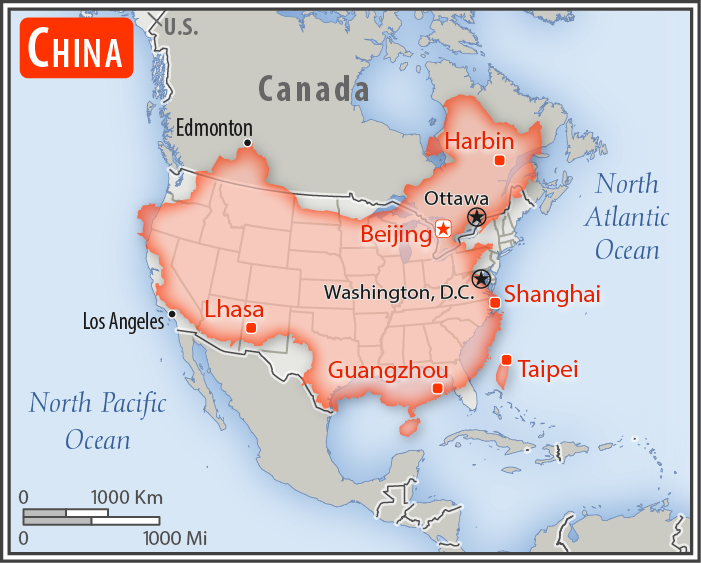
Порівняння розмірів території Китаю та США
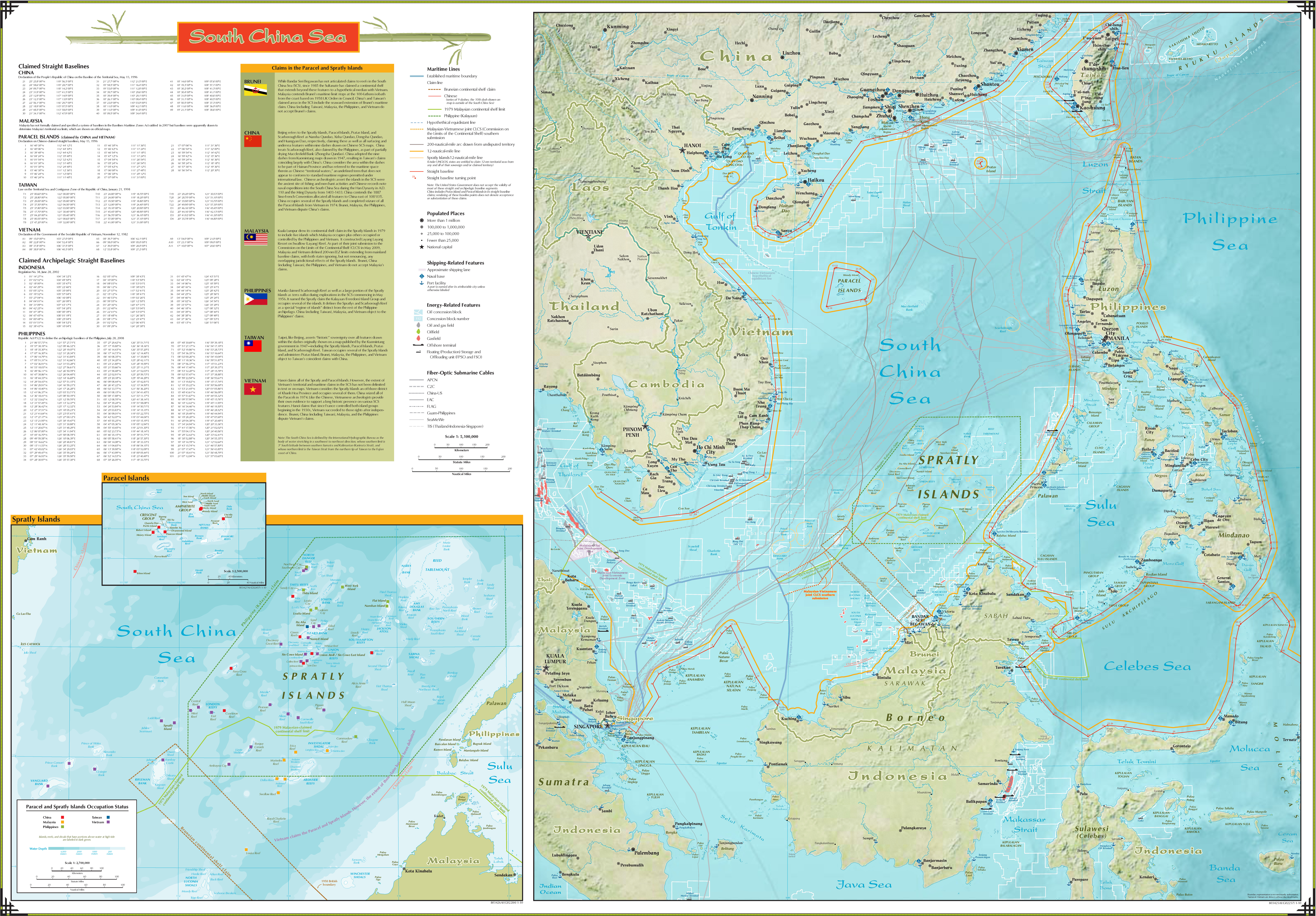
Територіальні претензії країн у Південнокитайському морі

Згідно з Конвенцією Організації Об'єднаних Націй з морського права (UNCLOS) 1982 року, протяжність територіальних вод країни встановлено в 12 морських миль (22,2 км). Прилегла зона, що примикає до територіальних вод, в якій держава може здійснювати контроль, необхідний для запобігання порушень митних, фіскальних, імміграційних або санітарних законів, простягається на 24 морські милі (44,4 км) від узбережжя (стаття 33). Виключна економічна зона встановлена на відстань 200 морських миль (370,4 км) від узбережжя. Континентальний шельф — 200 морських миль (370,4 км) від узбережжя, або до континентальної брівки (стаття 76).

### Час
Час у Китаї: UTC+6 (+4 години різниці часу з Києвом).

## Геологія

### Корисні копалини
Надра Китаю багаті на ряд корисних копалин: кам'яне вугілля, залізну руду, нафту, природний газ, ртуть, олово, вольфрам, сурма, марганець, молібден, ванадій, магнетит, алюміній, свинець, цинк, рідкісноземельні елементи, уранові руди.

## Рельєф
Середні висоти — 1840 м; найнижча точка — Турфанська западина (-154 м); найвища точка — гора Джомолунгма (8850 м), найвища гора Євразії і світу. Територія Китаю характеризується складною орографією і значними амплітудами висот. Дві третини займають гори і пустелі (на півночі і заході), включаючи пустелю Гобі на півночі, на сході рівнина зрошується з річок Хуанхе (Жовта річка), Янцзи і Сіцзян.
- Тибетське плато — комплекс великих рівнин Джангтанг, плоскогір'я Центр. Тибету, ряд внутрішніх хребтів. Нагір'я оточене високими гірськими системами: Гімалаями і Каракорумом, Куньлунем, Наньшанем і Сино-Тибетськими горами. Між Кунь-Лунем і Наньшанем — велика тектонічна Цайдамська западина.
- Лесове плато — плато в Центральному Китаї. Площа — від 400 до 640 тисяч км². Розташоване у верхній та середній течії річки Хуанхе, між Тибетським плато та монгольськими степами. Займає територію провінцій Ганьсу, Шеньсі, Шаньсі, а також Нінся-Хуейського автономного району.
- Велика китайська рівнина — простягається з півночі на південь вздовж узбережжя Жовтого моря і включає низовини Саньцзян, Півн.-Ханкайську, Сунляо, Велику Китайську рівнину, рівнину басейнів ниж. і сер. течії річки Янцзи та ділянки вздовж мор. узбережжя і по долинах річок. Рівнини обрамовані горами: Жехе, Яньшань, Тайханшань, Наньлін, Юньнань, частково Хінганом і Маньчжуро-Корейськими горами. Річки Янцзи, Хуанхе, Сіцзян належать до числа найбільших у світі. Вони мають мусонний режим з літніми паводками. Численні невеликі озера.
- Центральноазійські рівнини і плоскогір'я — включає Таримську і Джунгарську рівнини, розділені хребтами Сх. Тянь-Шаню, Турфанську западину, рівнини і плато Гашунської Гобі, Алашань і Ордос, відокремлені один від одного горами Бейшань, Алашань та Іньшань, рівнини Гобі і Баргі. Тут переважають висоти бл. 1200 м. Дно Турфанської западини лежить нижче рівня моря (-154 м).

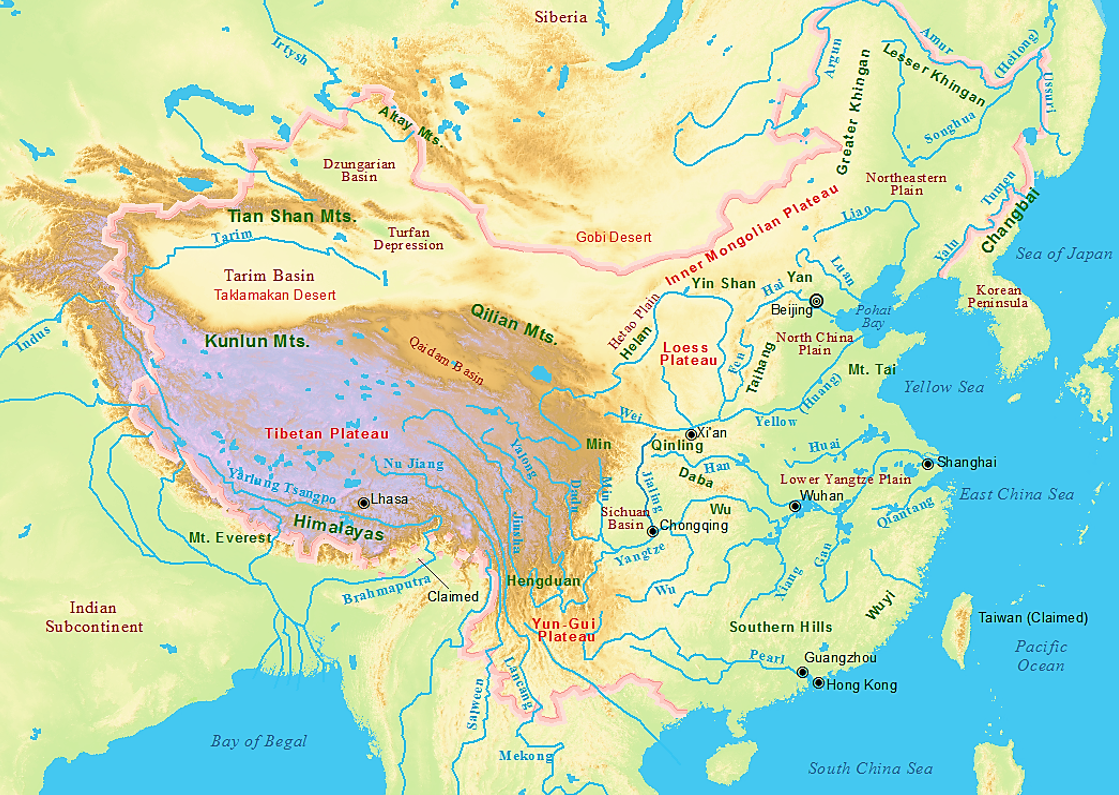
Рельєф Китаю
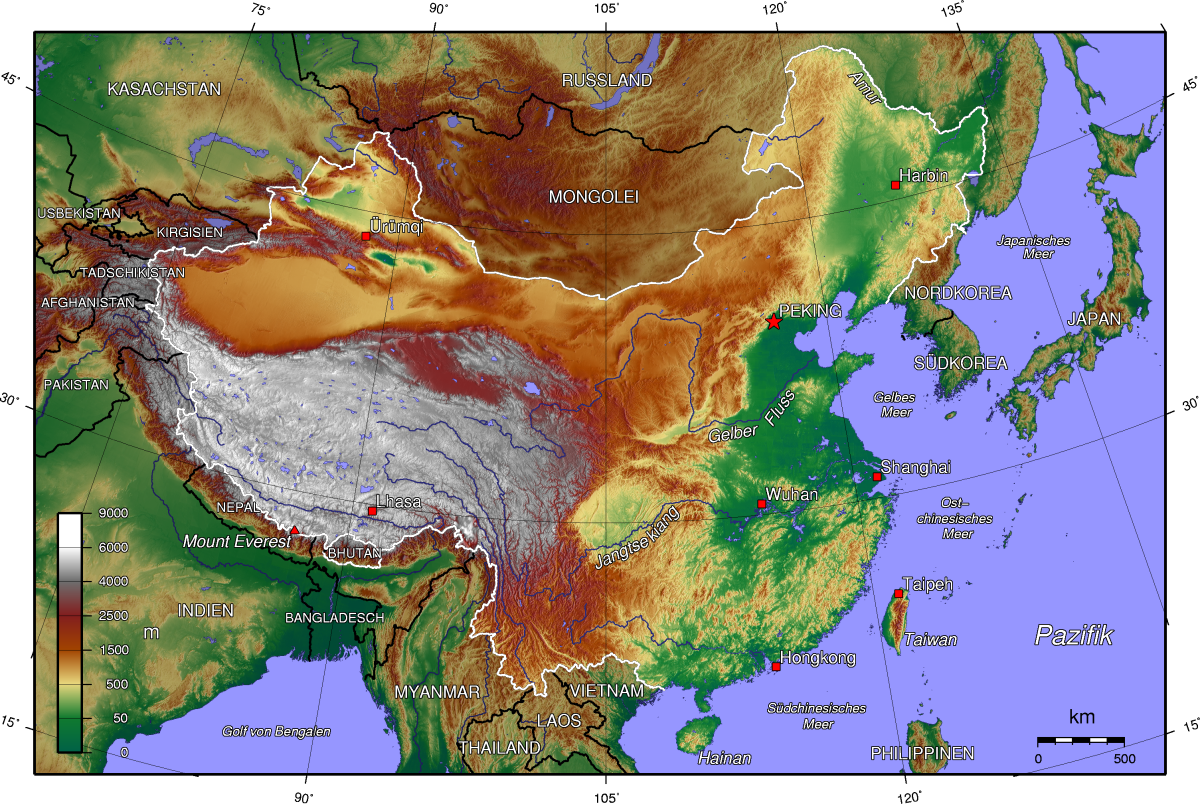
Гіпсометрична карта Китаю
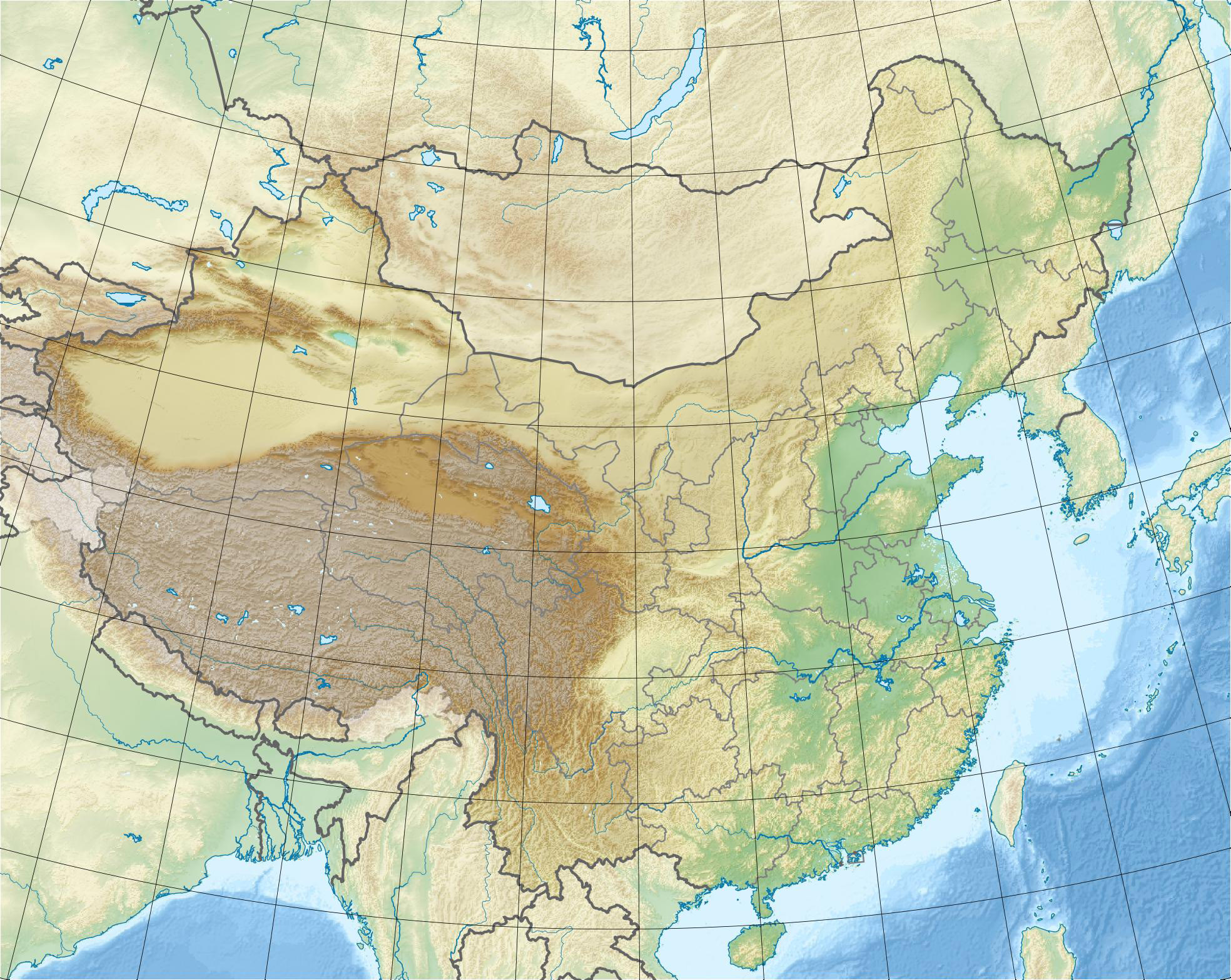
Рельєф Китаю
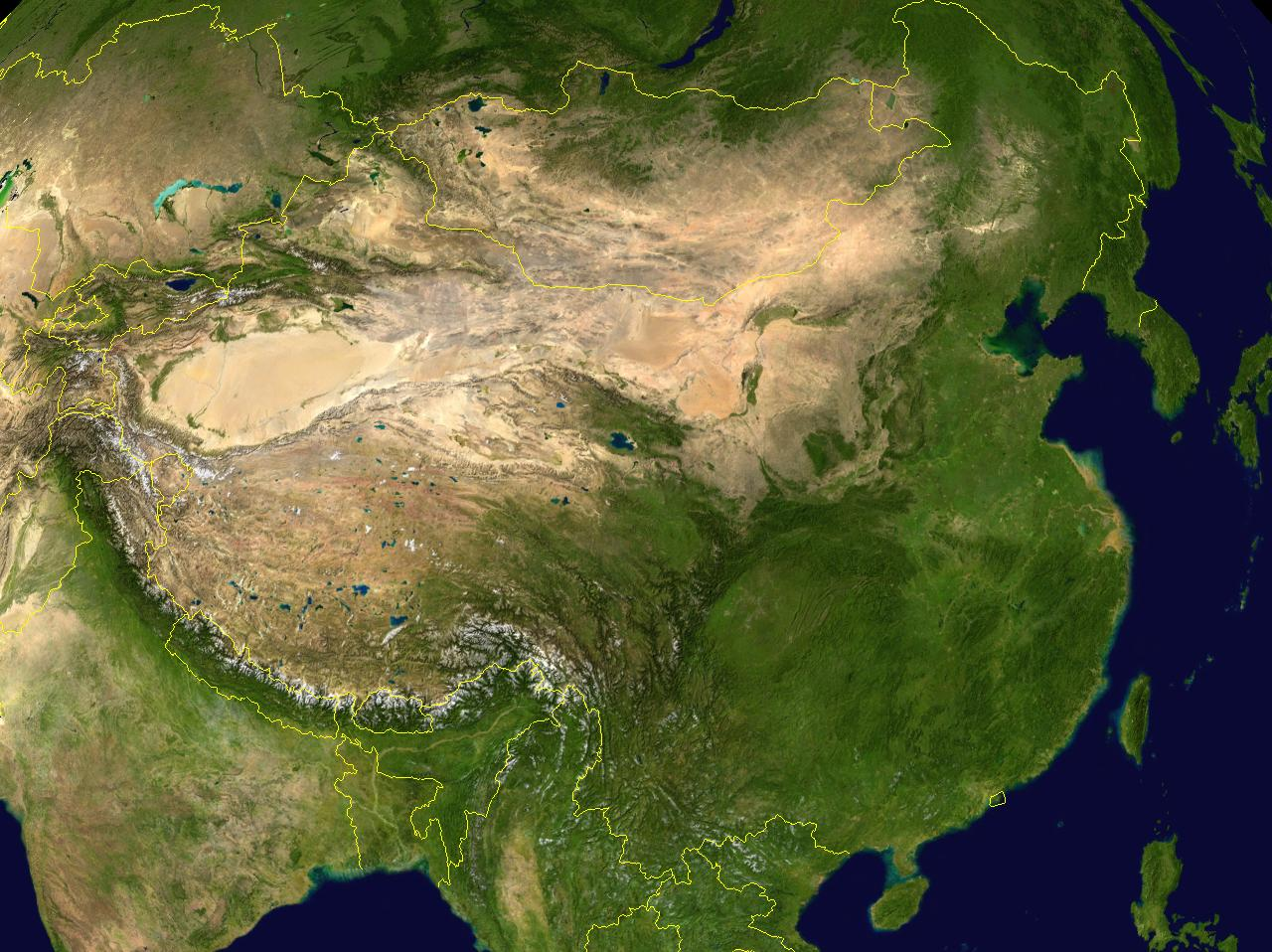
Супутниковий знімок поверхні країни
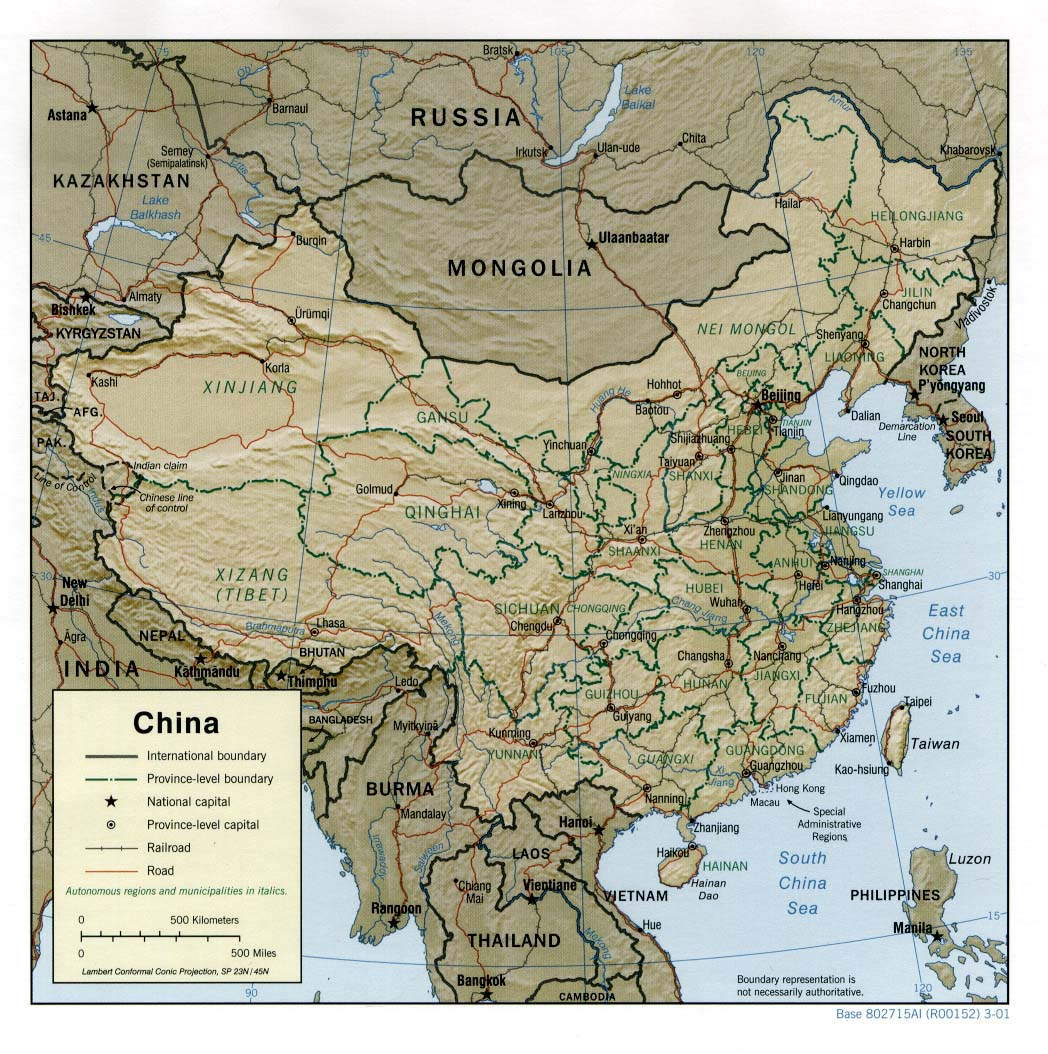
Карта країни (англ.)

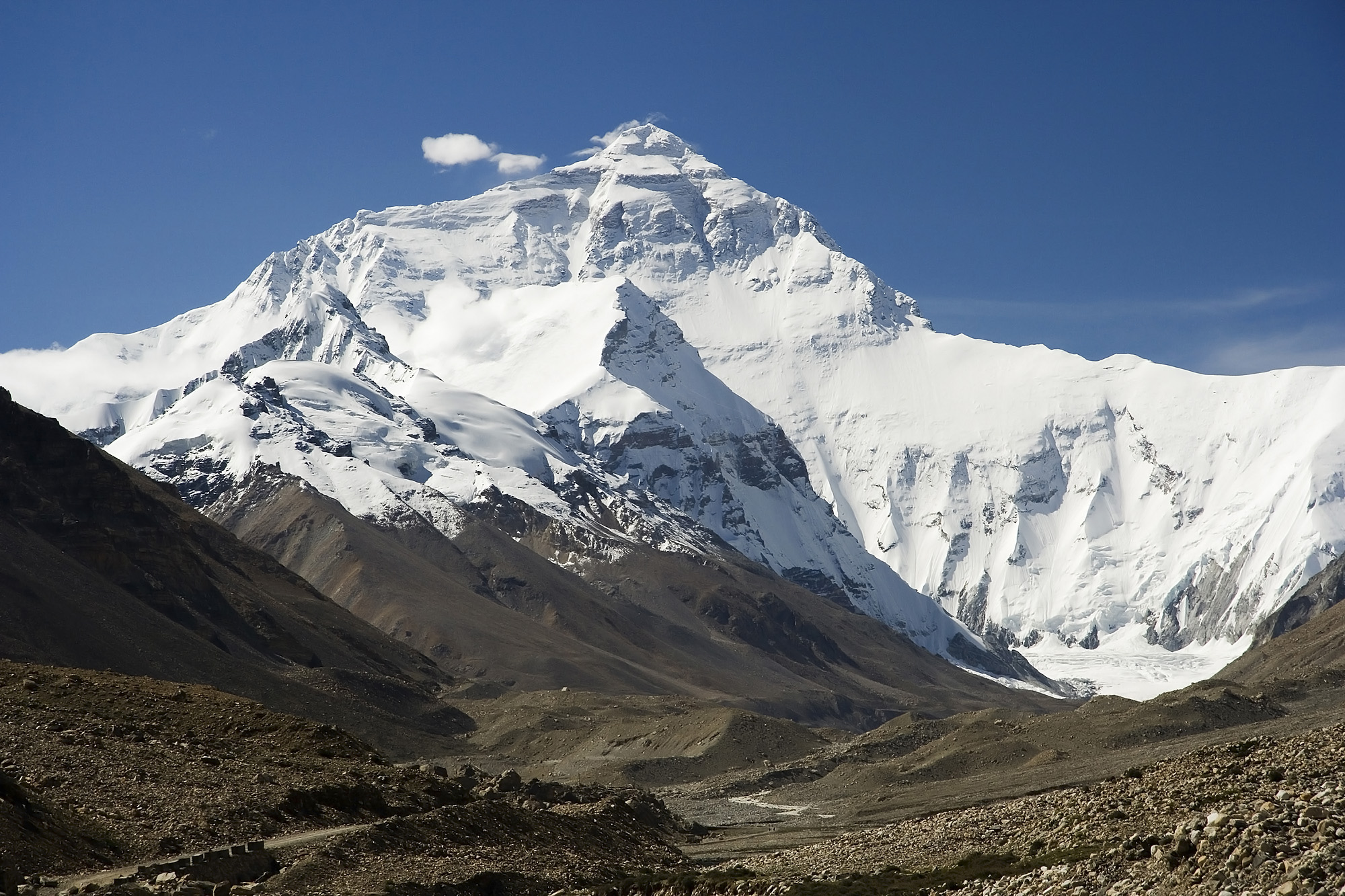
Джомолунгма з китайського боку
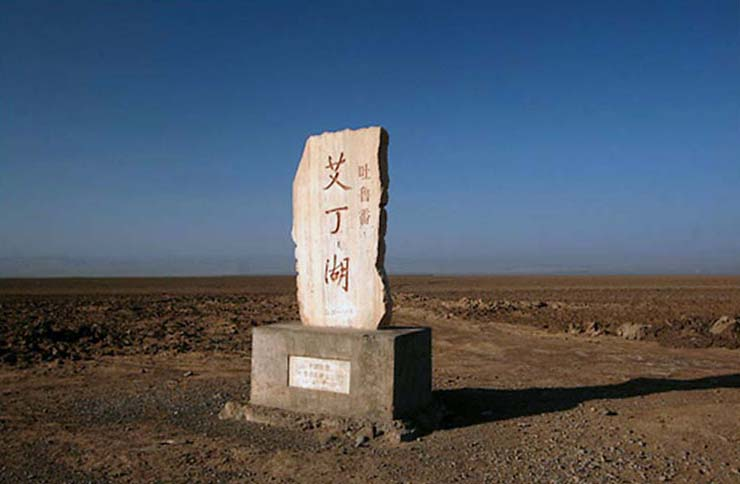
Айдинкьоль, найнижча точка країни

## Клімат
Територія Китаю лежить у трьох кліматичних поясах, з півночі на південь: помірному, субтропічному мусонного типу, субекваторіальному.
На півночі, в Манчжурії цілий рік превалюють помірні повітряні маси, західний масоперенос. Значні сезонні амплітуди температури повітря. Вологе дощове літо, холодна посушлива зима. Зволоження достатнє, сніговий покрив. На півночі у Внутрішній Монголії та Джунгарії суворий континентальний тип помірного клімату. Дуже значні сезонні амплітуди температури повітря. Спекотне посушливе літо, морозна зима. Зволоження недостатнє.
Центральна частина країни у межиріччі Хуанхе й Янцзи лежить у субтропічному мусонному кліматі. Влітку спекотно й волого, сезон дощів, взимку — відносно прохолодно й посушливо. Значні сезонні амплітуди температури повітря і розподілу атмосферних опадів, можливе випадіння снігу.

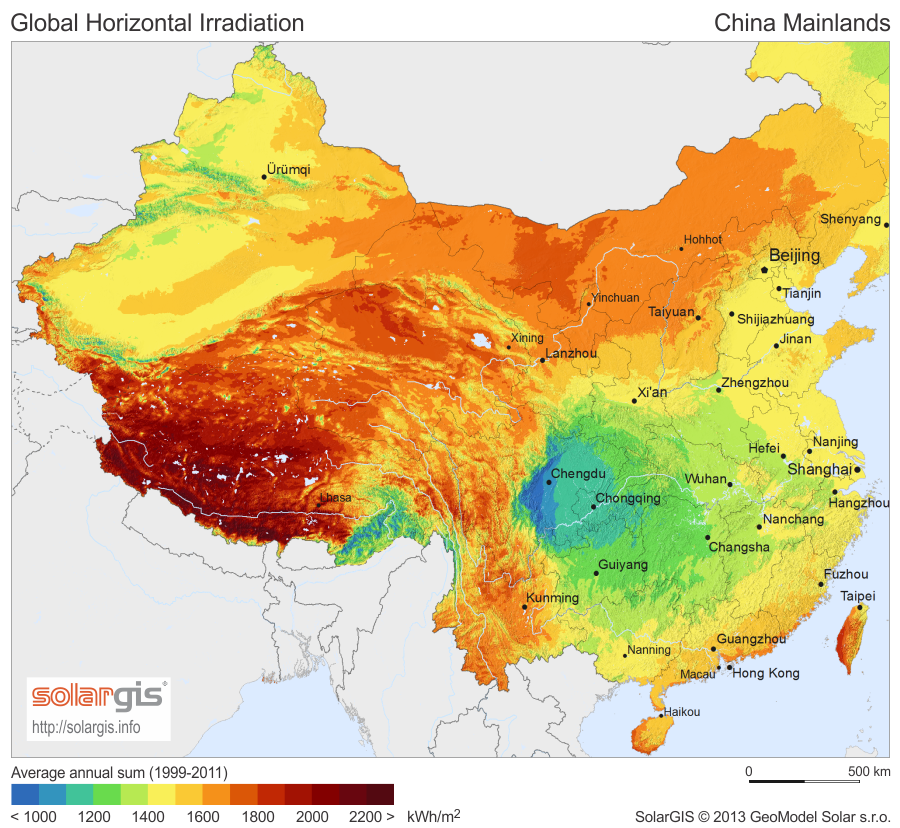
Сонячна радіація (англ.)
Кліматична карта Китаю (за Кеппеном)
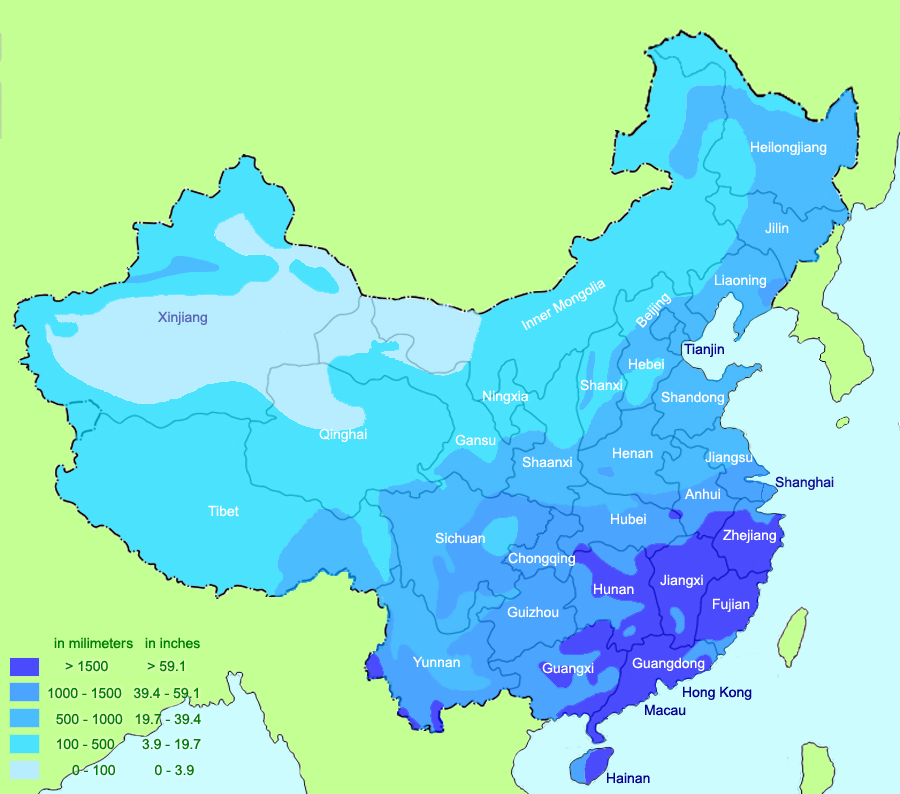
Карта розподілу атмосферних опадів
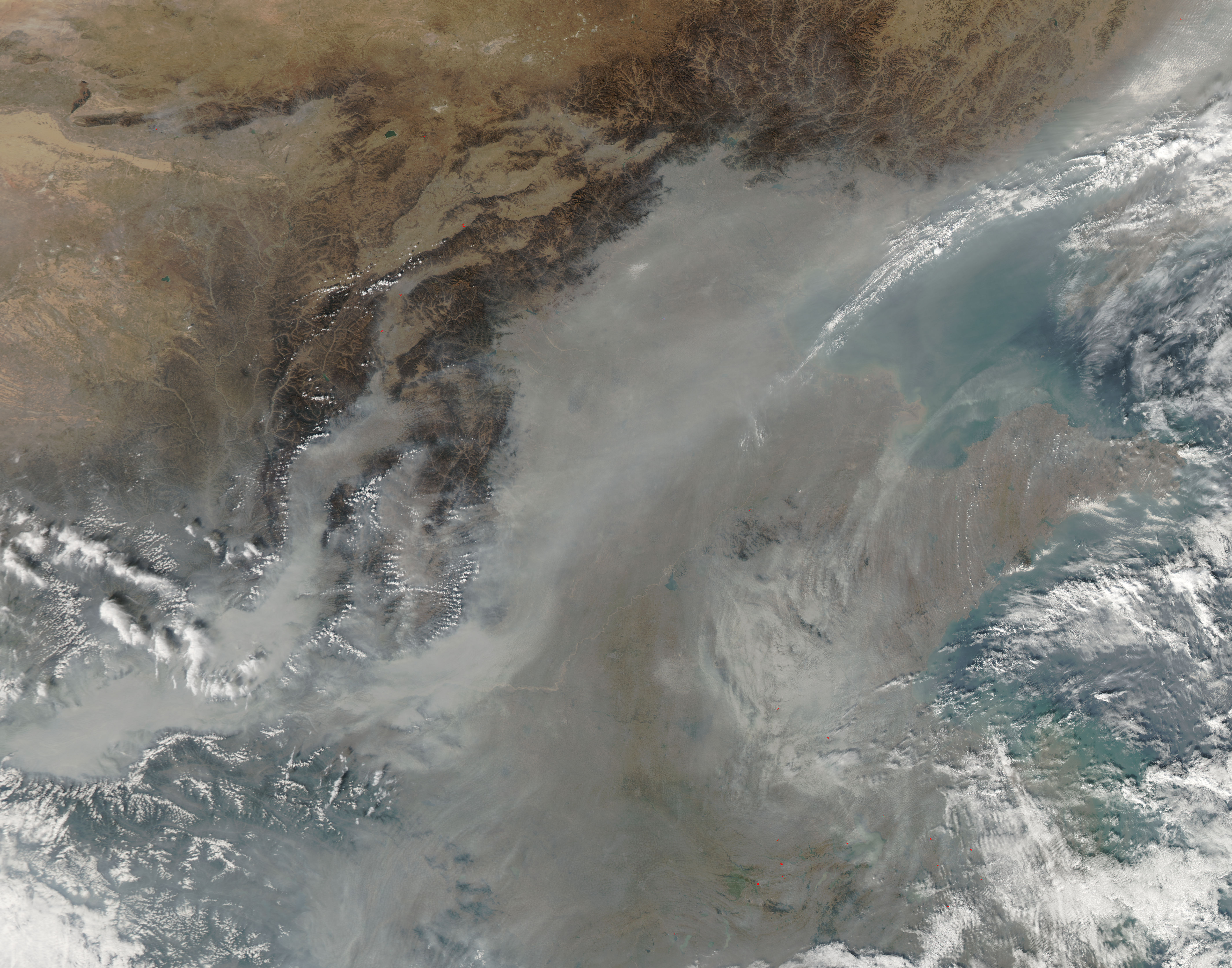
Димка над Китаєм
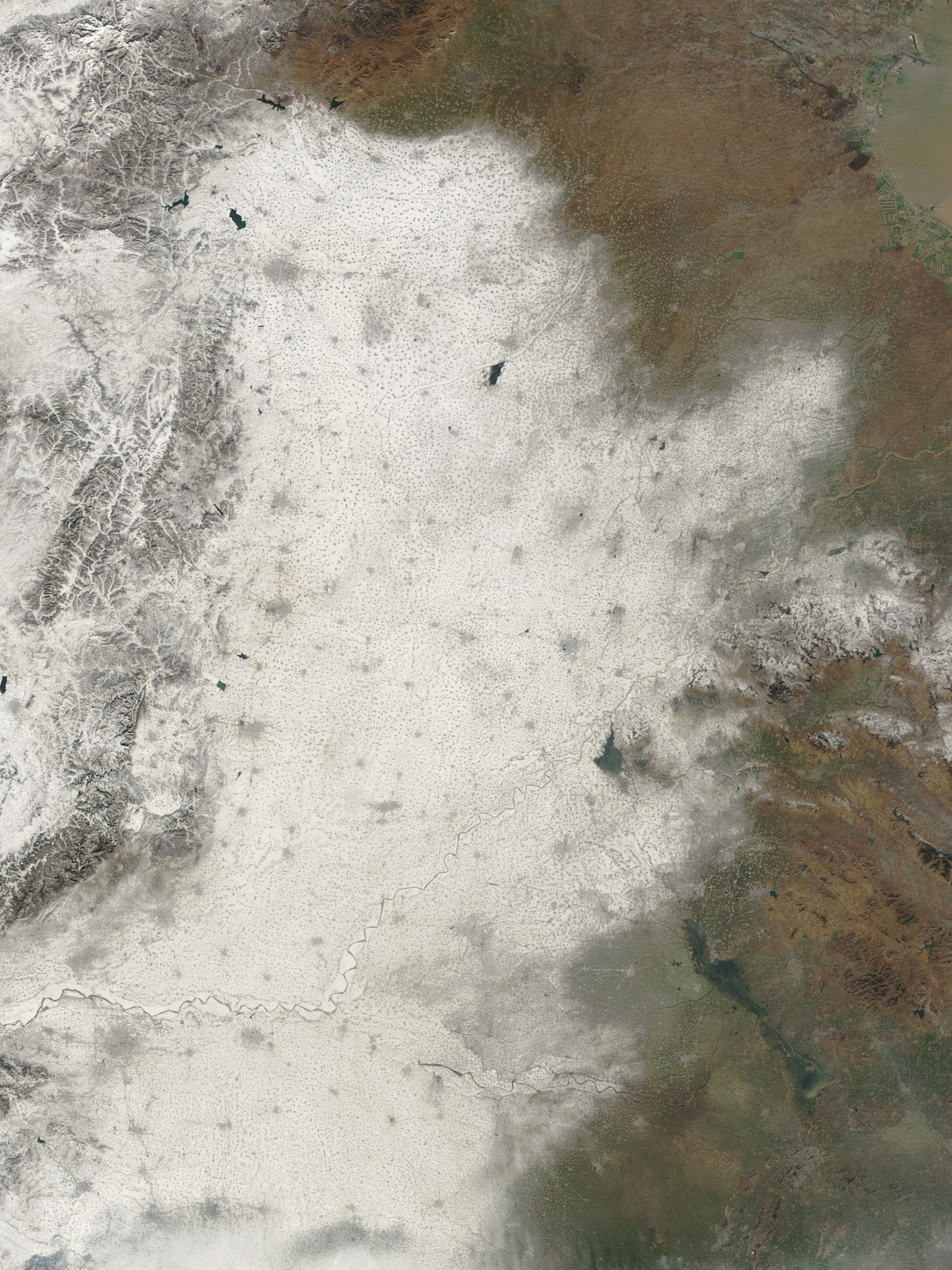
Сніговий покрив Китаю
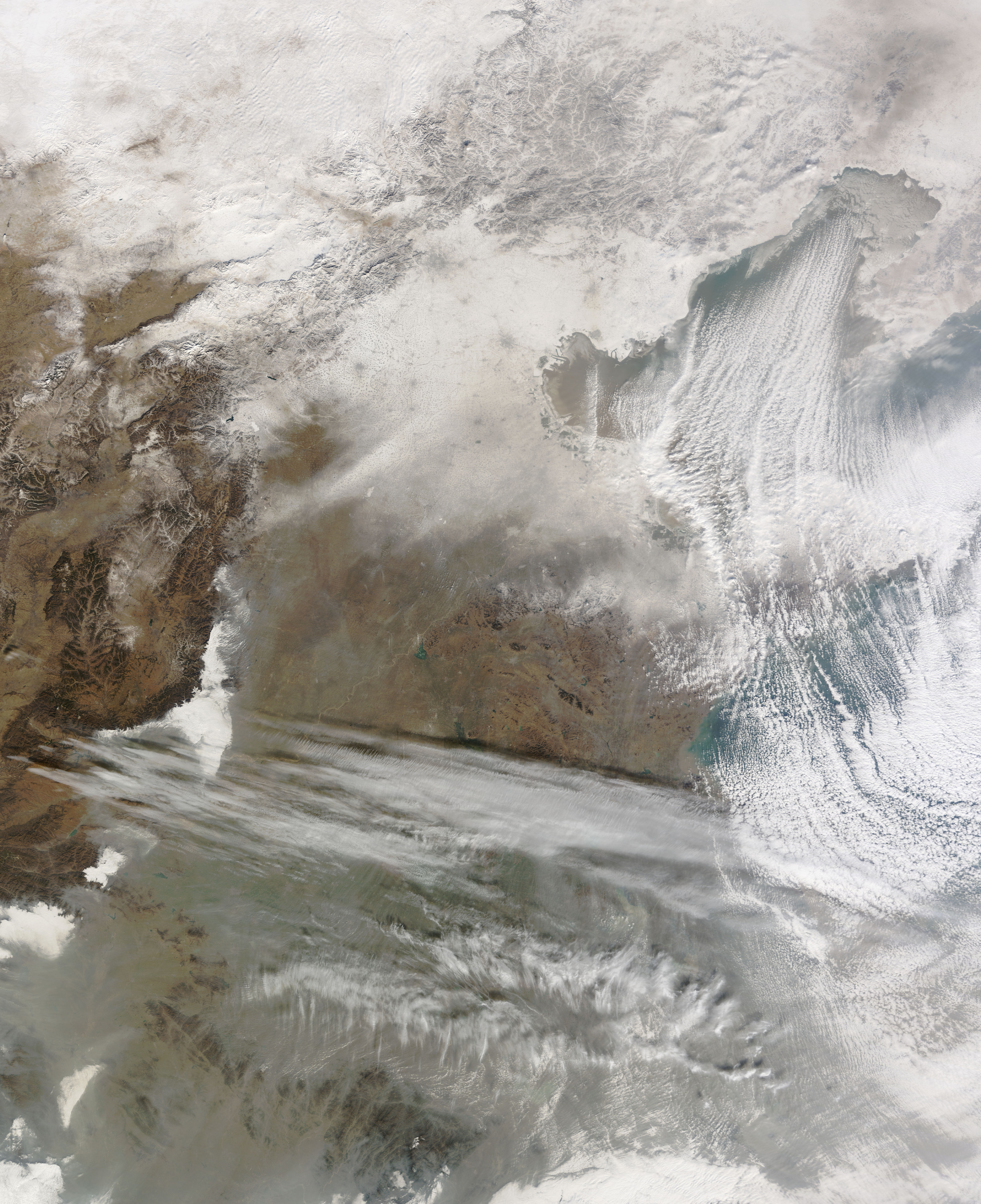
Сильний сніг над Східним Китаєм

Далі на південь субтропічний клімат переходить у субекваторіальний, минаючи тропічний. Влітку переважають екваторіальні повітряні маси, взимку — тропічні. Влітку вітри дмуть від, а взимку до екватора. Сезонні амплітуди температури повітря незначні, зимовий період ненабагато прохолодніший за літній. У літньо-осінній період з морів та океанів часто надходять руйнівні тропічні тайфуни, вдалині від моря взимку бути помітним сухий сезон.
Западини Цайдам і Таримська лежать у посушливому субтропічному кліматі різко континентального типу. Влітку переважають тропічні повітряні маси зі спекотною посушливою погодою, взимку — помірні, що приносять прохолоду. Значні сезонні амплітуди температури повітря і розподілу атмосферних опадів, можливе випадіння снігу.
Високогір'я Тибету лежать у субтропічному кліматичному поясі високогірного типу. Значні сезонні амплітуди температури повітря і розподілу атмосферних опадів, значне накопичення снігу, утворюються льодовики.
- Кліматограми (нім.)

Кліматограми
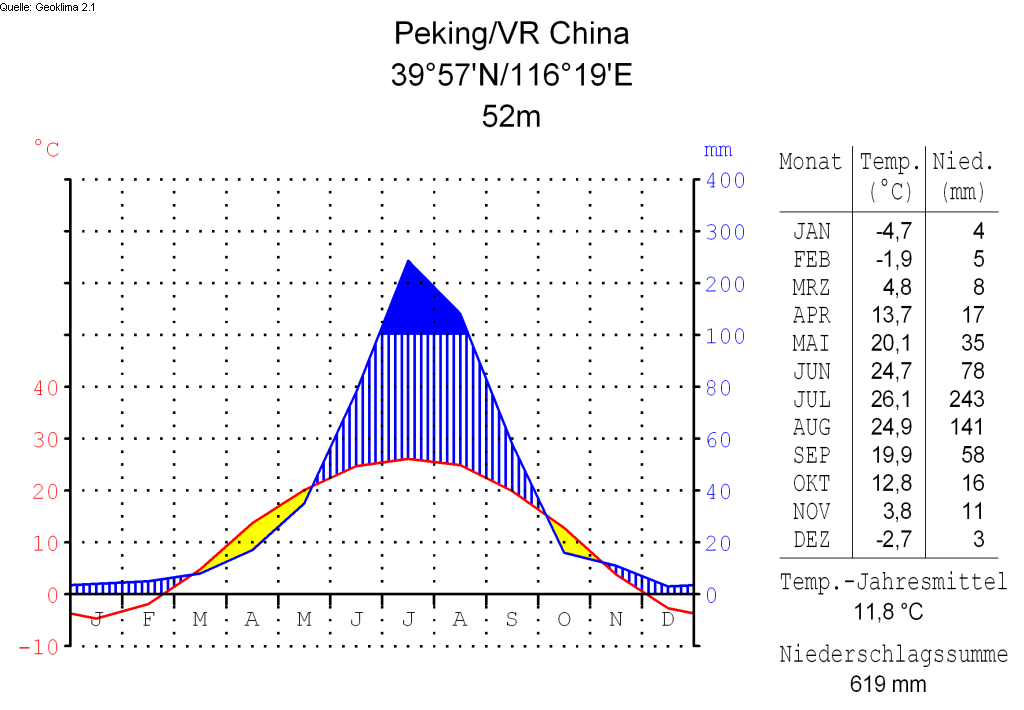
Пекін (північ)
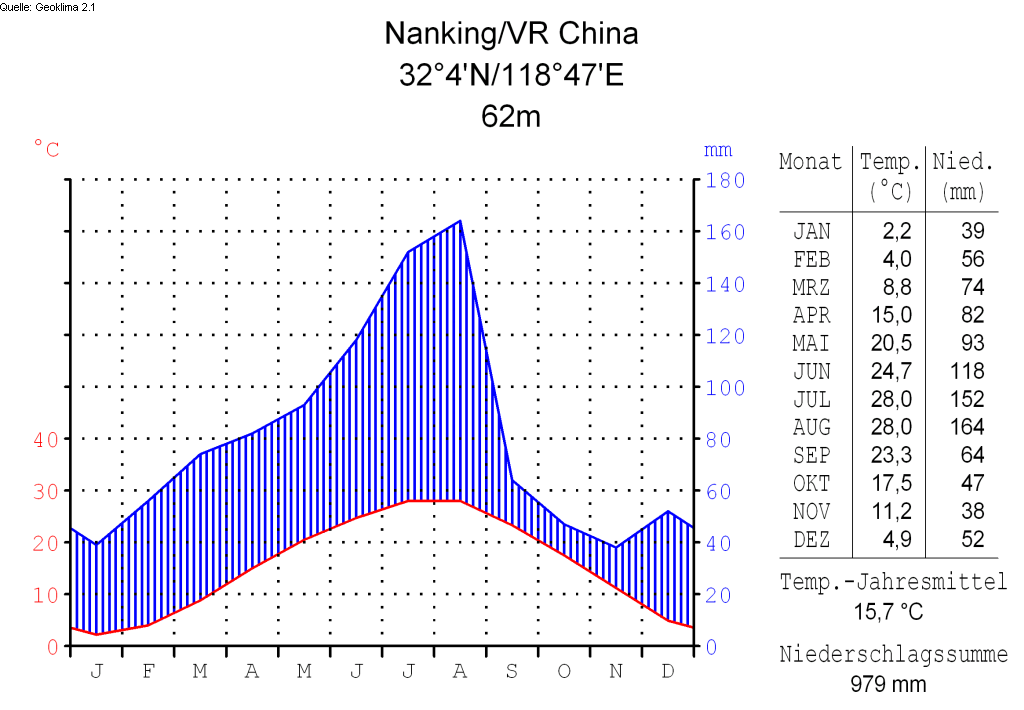
Нанкін (центральний схід)
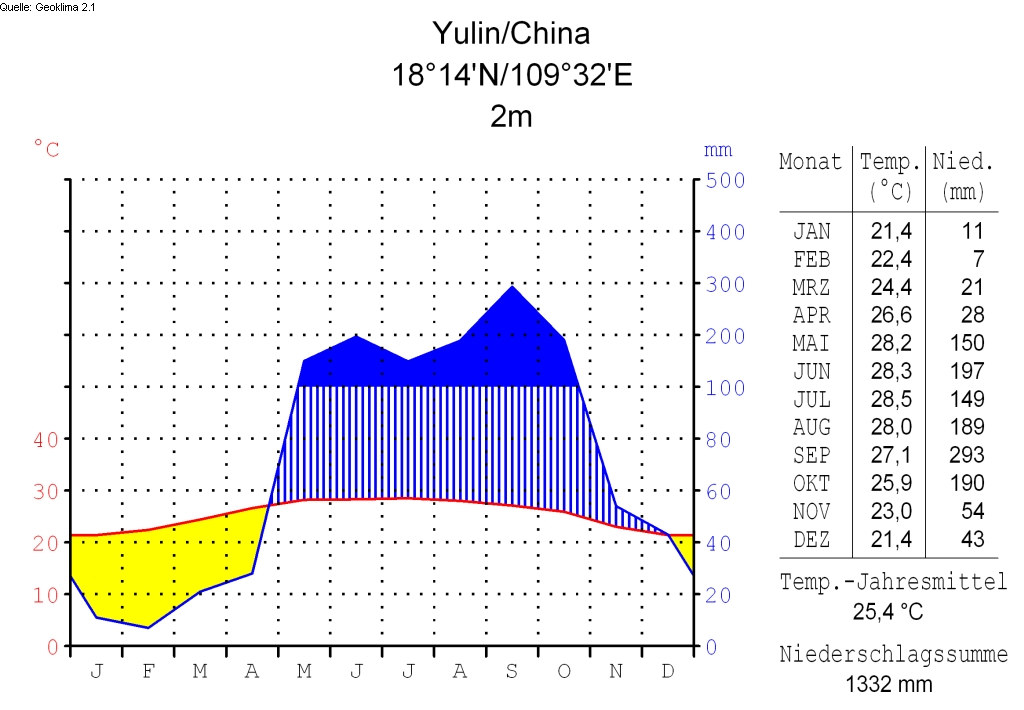
Юлінь (південь)
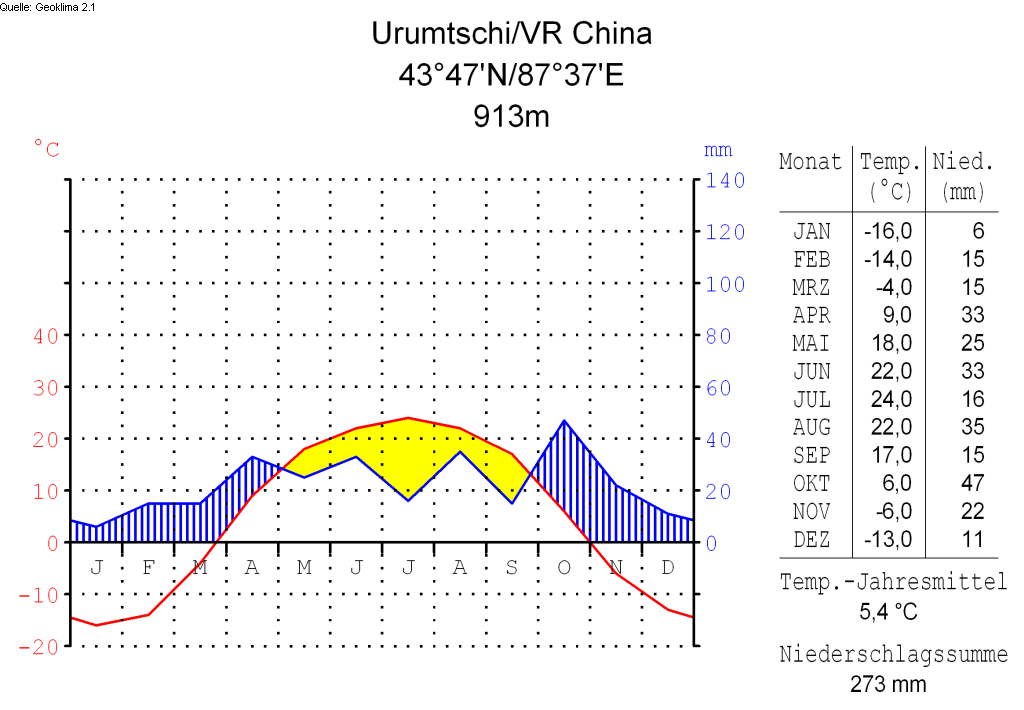
Урумчі (захід)
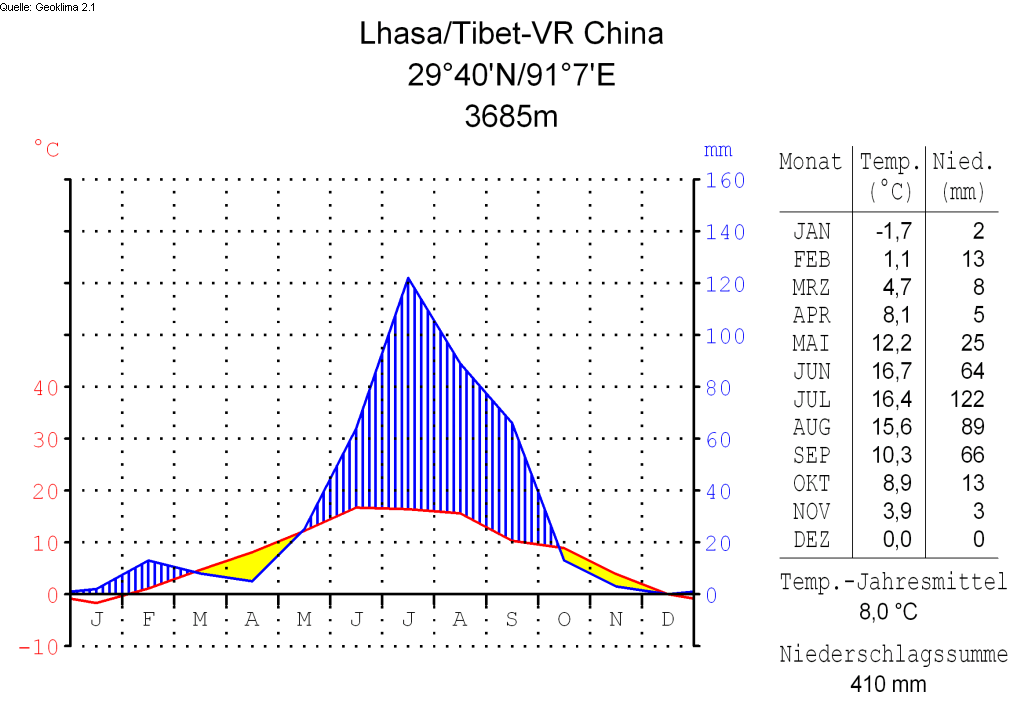
Лхаса (південний захід)

Китай є членом Всесвітньої метеорологічної організації (WMO), в країні ведуться систематичні спостереження за погодою.

## Внутрішні води
Загальні запаси відновлюваних водних ресурсів (ґрунтові і поверхневі прісні води) становлять 2840 км³. Станом на 2012 рік в країні налічувалось 690070 км² зрошуваних земель.

Гідрографічна мережа КитаюГідрографічна мережа Китаю
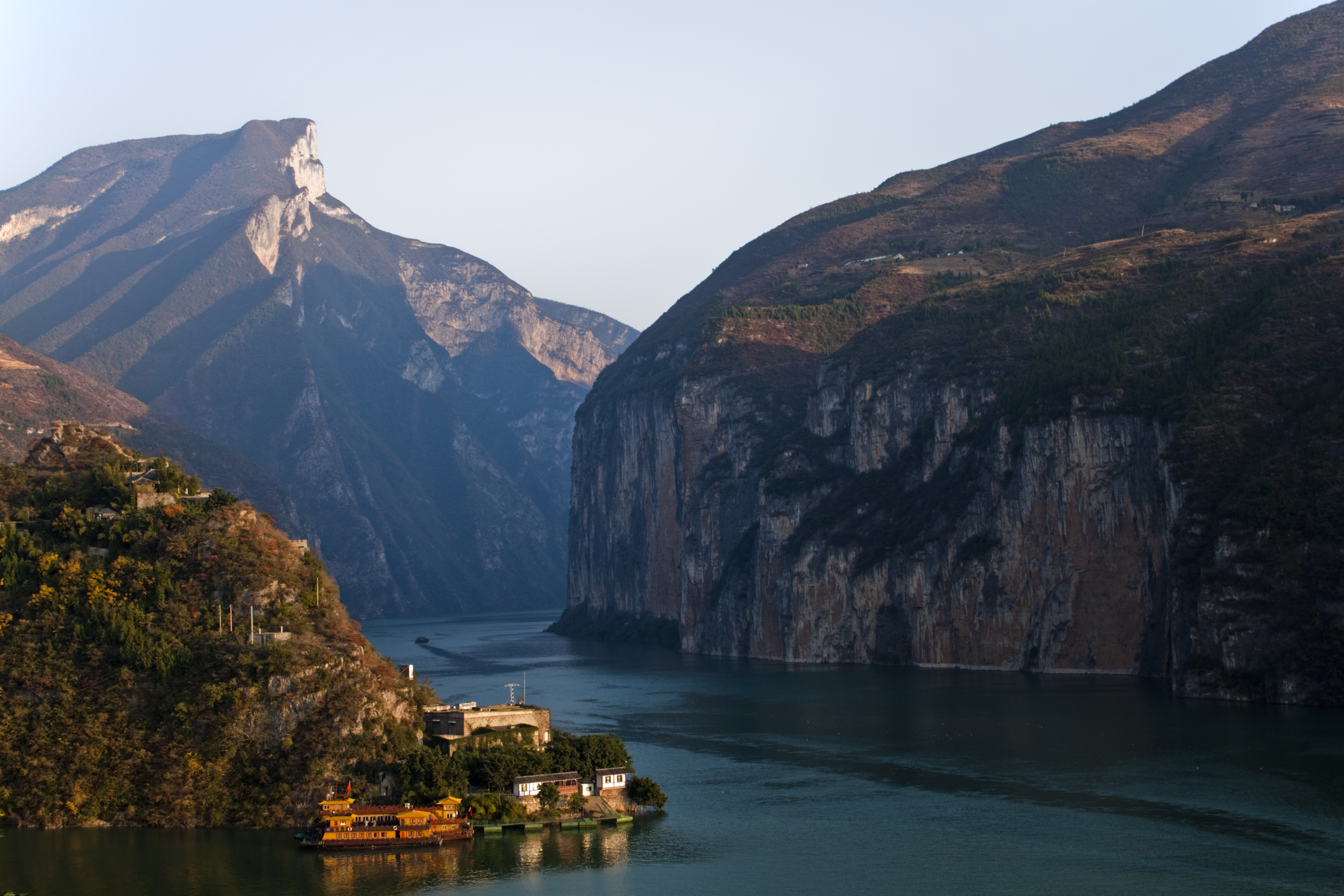
Янцзи в ущелині Кутанг
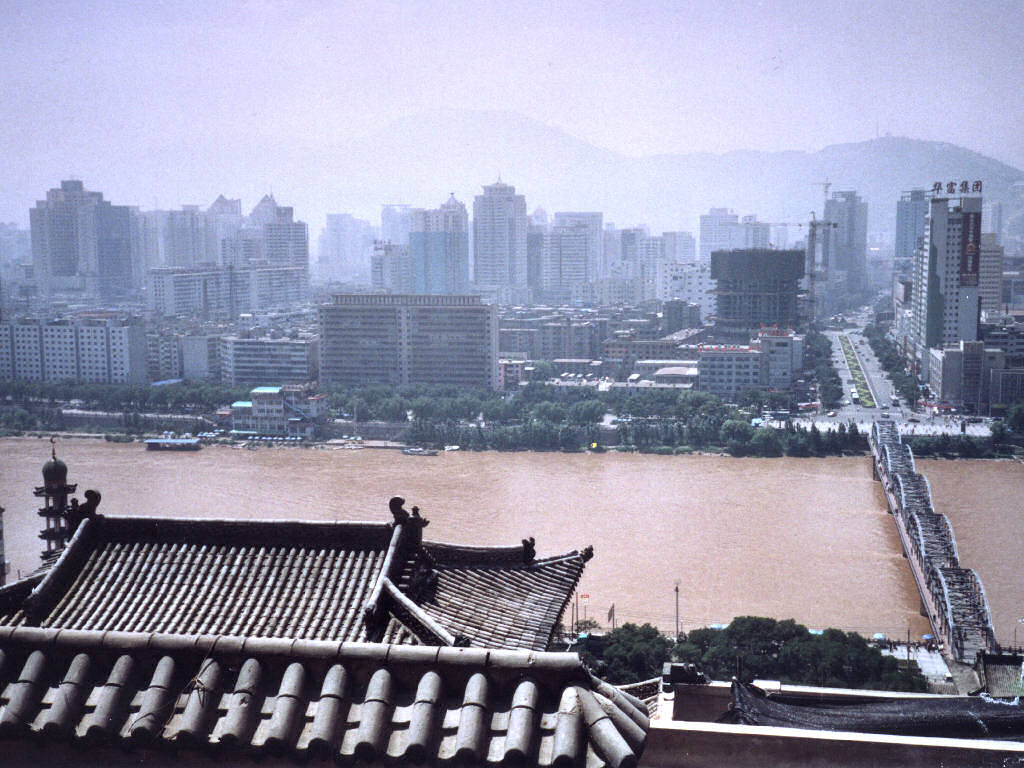
Хуанхе в Ланчжоу
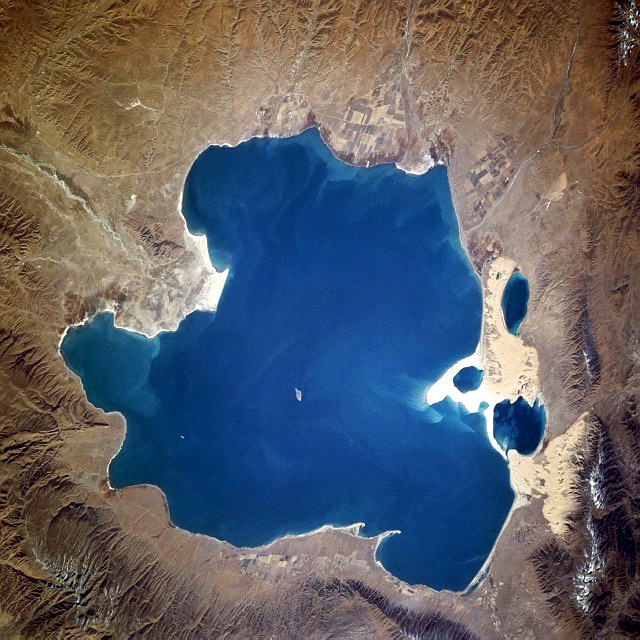
Озеро Кукунор (Цинхай) з космосу
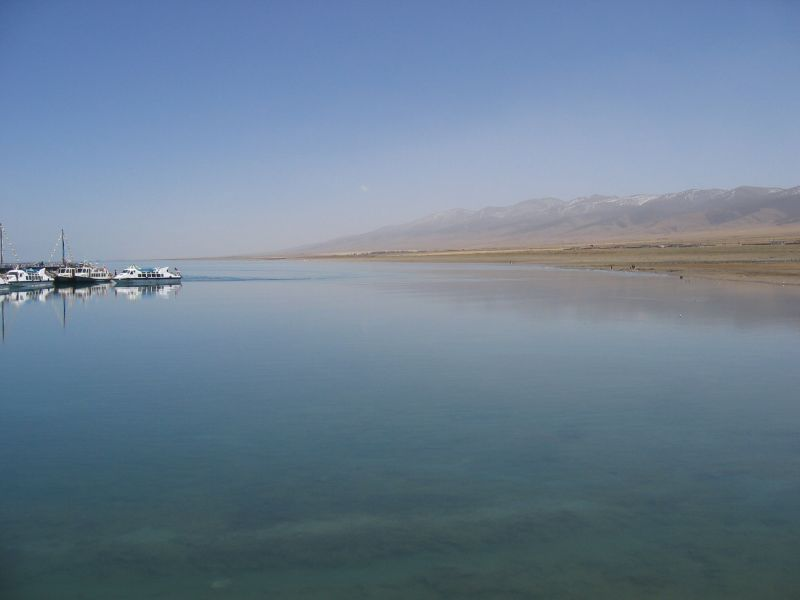
Береги озера Кукунор

### Річки
Річки країни належать басейну Тихого океану; на заході великі масиви безстічних областей пустель.

## Рослинність
Земельні ресурси Китаю (оцінка 2011 року):
- придатні для сільськогосподарського обробітку землі — 54,7 %,
  - орні землі — 11,3 %,
  - багаторічні насадження — 1,6 %,
  - землі, що постійно використовуються під пасовища — 41,8 %;
- землі, зайняті лісами і чагарниками — 22,3 %;
- інше — 23 %[1].

## Тваринний світ
Зоогеографічно більша частина територія країни належить до
- Голарктичної області:
  - Північно-східну частину країни займає Китайсько-Корейська, басейн Янцзи — Японсько-Центральнокитайська, гори Юньнань — Гімалайсько-Юньнанська провінції Китайсько-Гімалайської підобласті;
  - Тянь-Шань, Кунь-Лунь і Тибет — Нагірно-Азійська, Кашгарію, Джунгарію, Алашань і Ордос — Гобійсько-Кашгарська, схід Внутрішньої Монголії — Казахстано-Монгольська провінція Центральноазійської підобласті;
  - Великий Хінган — Європейсько-Сибірська тайожна провінція Циркумбореальної підобласті[10].
- Південне узбережжя лежить у Індокитайської провінції Індійсько-Індокитайської підобласті Індо-малайської області[10].

## Охорона природи
Китай є учасником ряду міжнародних угод з охорони навколишнього середовища:
- Мадридського протоколу про охорону навколишнього середовища до Договору про Антарктику,
- Договору про Антарктику,
- Конвенції про біологічне різноманіття (CBD),
- Рамкової конвенції ООН про зміну клімату (UNFCCC),
- Кіотського протоколу до Рамкової конвенції,
- Конвенції ООН про боротьбу з опустелюванням (UNCCD),
- Конвенції про міжнародну торгівлю видами дикої фауни і флори, що перебувають під загрозою зникнення (CITES),
- Конвенції про заборону військового впливу на природне середовище (ENMOD),
- Базельської конвенції протидії транскордонному переміщенню небезпечних відходів,
- Конвенції з міжнародного морського права,
- Лондонської конвенції про запобігання забрудненню моря скиданням відходів,
- Монреальського протоколу з охорони озонового шару,
- Міжнародної конвенції запобігання забрудненню з суден (MARPOL),
- Міжнародної угоди про торгівлю тропічною деревиною 1983 і 1994 років,
- Рамсарської конвенції із захисту водно-болотних угідь[12],
- Міжнародної конвенції з регулювання китобійного промислу[1].

## Стихійні лиха та екологічні проблеми
На території країни спостерігаються небезпечні природні явища і стихійні лиха:
- часті тайфуни на південному та східному узбережжях;
- руйнівні повіді;
- цунамі; землетруси;
- посухи;
- провали ґрунту;
- активний вулканізм в історичні часи, вулкан Чангбайшань (Пектусан) на кордоні з Кореєю, вулкани острова Хайнань на півдні, та гірського хребта Кунь-Лунь на сході[1].

Серед екологічних проблем варто відзначити:
- забруднення повітря тепловими електростанціями на викопному паливі (переважно кам'яне вугілля) парниковими газами та діоксидом сірки призводить до поширення кислотних дощів, Китай займає перше місце у світі з викидів діоксиду вуглецю в повітря;
- дефіцит водних ресурсів на північному заході;
- забруднення вод неочищеними побутовими й промисловими стоками;
- знеліснення;
- ерозію ґрунтів, через яку з 1949 року було втрачено до 20 % сільськогосподарських угідь;
- спустелювання;
- торгівлю видами тварин, що зникають.

## Фізико-географічне районування
У фізико-географічному відношенні територію Китаю можна розділити на _ райони, що відрізняються один від одного рельєфом, кліматом, рослинним покривом: .

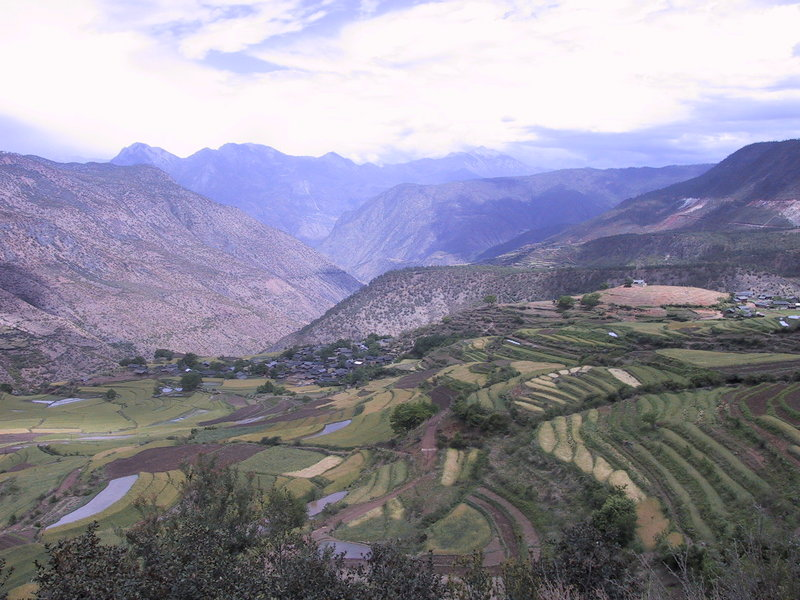
Тераси Юннаню
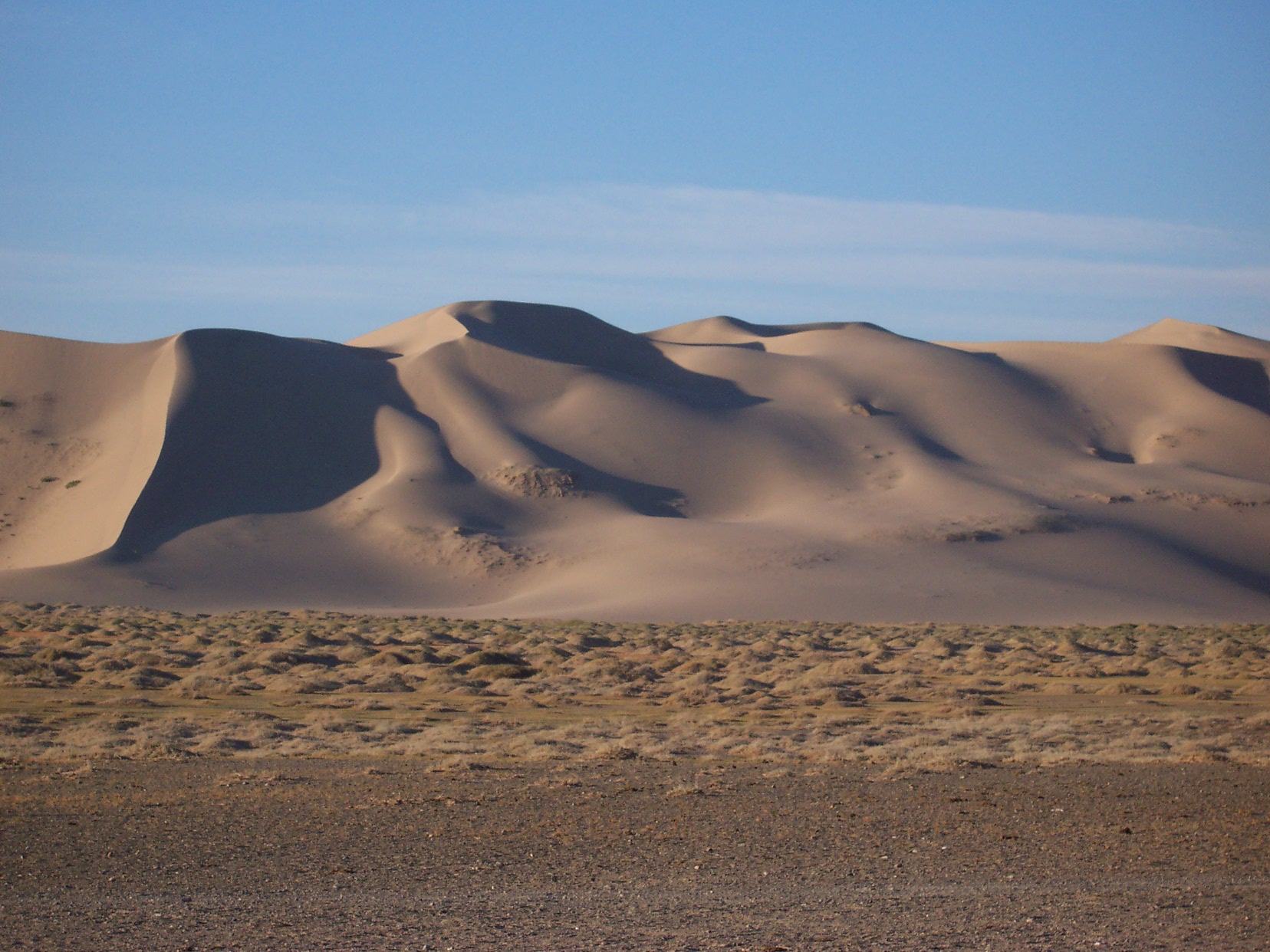
Дюни в пустелі Гобі
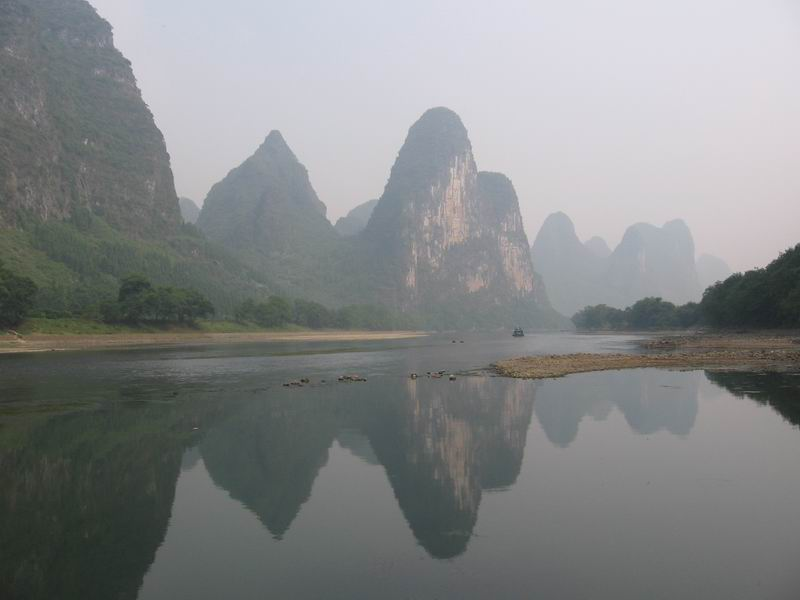
Узбережжя Південнокитайського моря, Гуансі
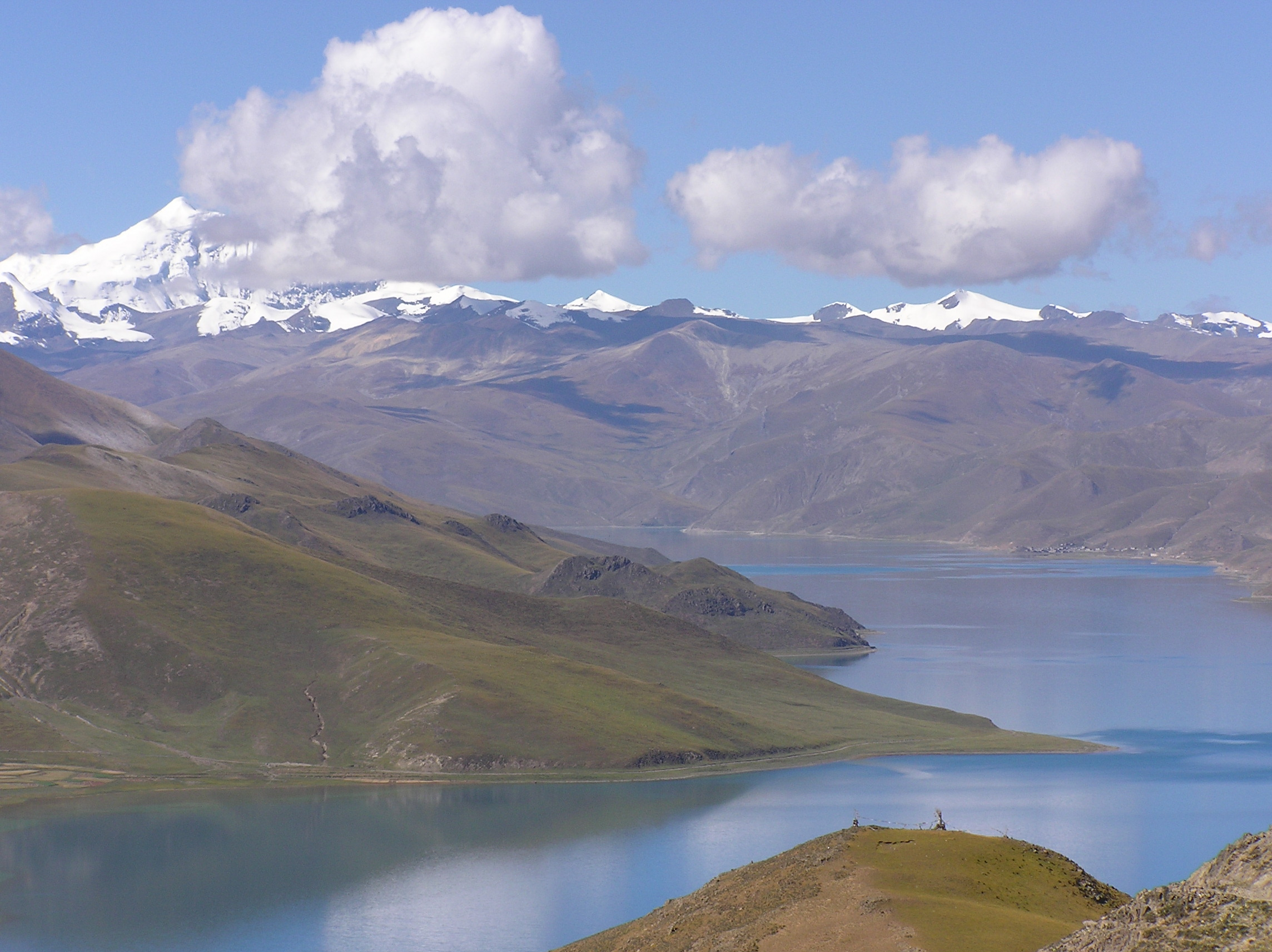
Тибетське плато
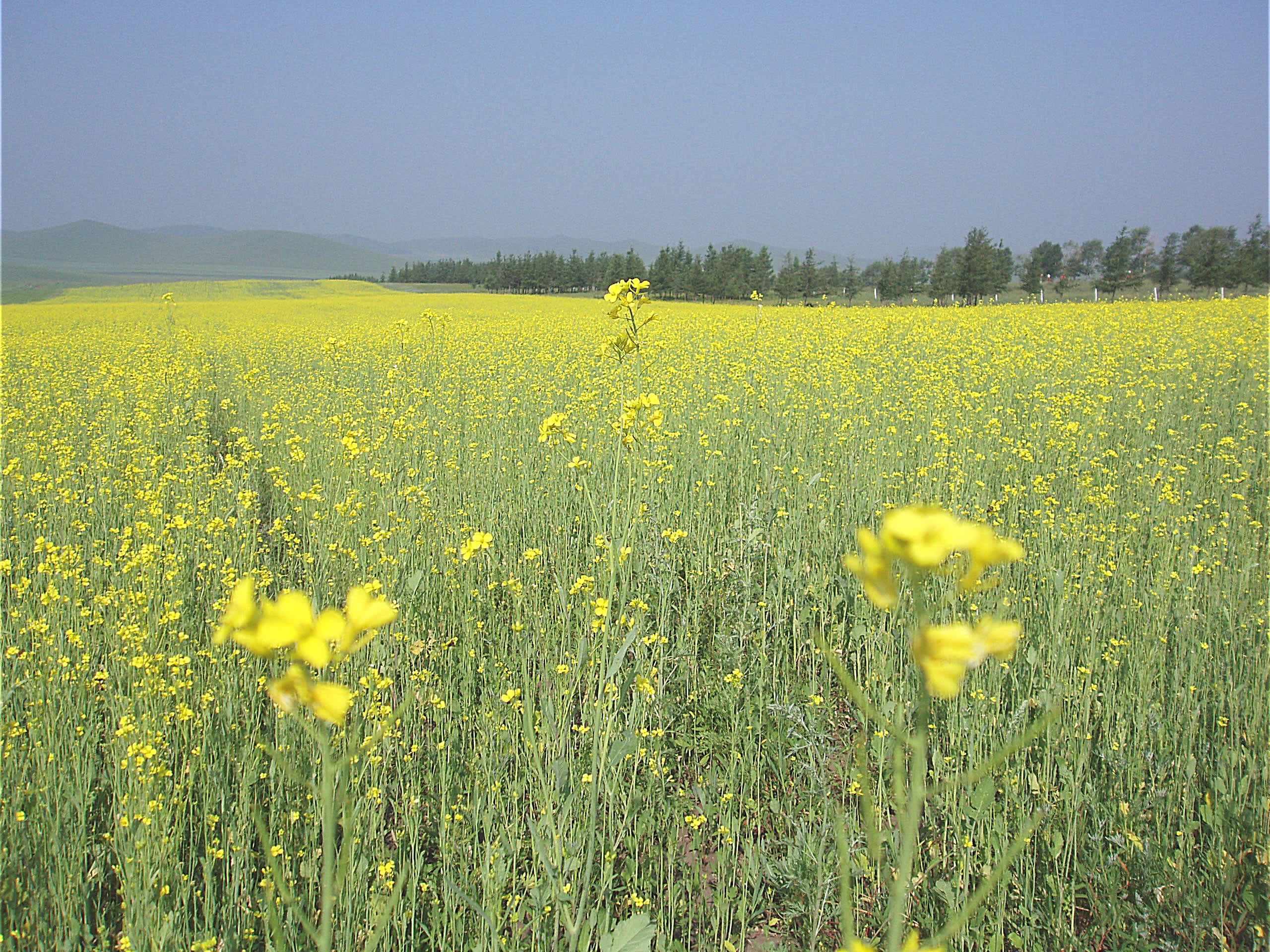
Поля ріпаку у Внутрішній Монголії

### Українською
- Атлас світу / голов. ред. І. С. Руденко ; зав. ред. В. В. Радченко ; відп. ред. О. В. Вакуленко. — К. : ДНВП «Картографія», 2005. — 336 с. — ISBN 9666315467.
- Атлас. 7 клас. Географія материків і океанів / Укладачі О. Я. Скуратович, Н. І. Чанцева. — К. : ДНВП «Картографія», 2014.
- Бєлозоров С. Т. Географія материків. — К. : Вища школа, 1971. — 371 с.
- Барановська О. В. Фізична географія материків і океанів : навч. посіб. для студентів ВНЗ : [у 2 ч.]. — Н. : Ніжинський державний університет ім. Миколи Гоголя, 2013. — 306 с. — ISBN 978-617-527-106-3.
- Китай // Гірничий енциклопедичний словник : [у 3-х тт.] / за ред. В. С. Білецького. — Д. : Східний видавничий дім, 2004. — Т. 3. — 752 с. — ISBN 966-7804-78-X.
- Гожик П. Ф., Лялько В. І., Бабаєв Ю. Ю. Регіональна геологія світу. — К. : Наук. думка, 2015. — 424 с.
- Дубович І. А. Країнознавчий словник-довідник. — 5-те вид., перероб. і доп. — К. : Знання, 2008. — 839 с. — ISBN 978-966-346-330-8.
- Панасенко Б. Д. Фізична географія материків : навч. посіб. : в 2 ч. — В. : ЕкоБізнесЦентр, 1999. — 200 с.
- Фізична географія материків та океанів : підруч. для студ. вищ. навч. закл. : у 2 т / за ред. П. Г. Шищенка. — К. : Видавництво Київського нац. ун-т ім. Т. Шевченка, 2009. — Т. 1. : Азія. — 643 с. — ISBN 978-966-439-257-7.
- Юрківський В. М. Регіональна економічна і соціальна географія. Зарубіжні країни: Підручник. — 2-ге. — К. : Либідь, 2001. — 416 с. — ISBN 966-06-0092-5.

### Англійською
- (англ.) Graham Bateman. The Encyclopedia of World Geography. — Andromeda, 2002. — 288 с. — ISBN 1871869587.

### Російською
- (рос.) Авакян А. Б., Салтанкин В. П., Шарапов В. А. Водохранилища. — М. : Мысль, 1987. — 326 с. — (Природа мира)
- (рос.) Алисов Б. П., Берлин И. А., Михель В. М. Курс климатологии [в 3-х тт.] / под. ред. Е. С. Рубинштейна. — Л. : Гидрометиздат, 1954. — Т. 3. Климаты земного шара. — 320 с.
- (рос.) Апродов В. А. Вулканы. — М. : Мысль, 1982. — 368 с. — (Природа мира)
- (рос.) Апродов В. А. Зоны землетрясений. — М. : Мысль, 2010. — 462 с. — (Природа мира) — ISBN 978-5-244-01122-7.
- (рос.) Бабаев А. Г., Зонн И. С., Дроздов Н. Н., Фрейкин З. Г. Пустыни. — М.  : Мысль, 1986. — 320 с. — (Природа мира)
- (рос.) Букштынов А. Д., Грошев Б. И., Крылов Г. В. Леса. — М. : Мысль, 1981. — 316 с. — (Природа мира)
- (рос.) Власова Т. В. Физическая география материков. С прилегающими частями океанов. Евразия, Северная Америка. — 4-е, перераб. — М. : Просвещение, 1986. — 417 с.
- (рос.) Гвоздецкий Н. А. Карст. — М. : Мысль, 1981. — 214 с. — (Природа мира)
- (рос.) Гвоздецкий Н. А., Голубчиков Ю. Н. Горы. — М. : Мысль, 1987. — 400 с. — (Природа мира)
- (рос.) Долгушин Л. Д., Осипова Г. Б. Ледники. — М. : Мысль, 1989. — 448 с. — (Природа мира) — ISBN 5-244-00315-1.
- (рос.) Географический энциклопедический словарь: географические названия / под. ред. А. Ф. Трёшникова. — 2-е изд., доп. — М. : Советская энциклопедия, 1989. — 585 с. — ISBN 5-85270-057-6.
- (рос.) Исаченко А. Г., Шляпников А. А. Ландшафты. — М. : Мысль, 1989. — 504 с. — (Природа мира) — ISBN 5-244-00177-9.
- (рос.) Каплин П. А., Леонтьев О. К., Лукьянова С. А., Никифоров Л. Г. Берега. — М. : Мысль, 1991. — 480 с. — (Природа мира) — ISBN 5-244-00449-2.
- (рос.) Словарь современных географических названий / под общей редакцией акад. В. М. Котлякова. — Екатеринбург : У-Фактория, 2006.
- (рос.) Литвин В. М., Лымарев В. И. Острова. — М. : Мысль, 2010. — 288 с. — (Природа мира) — ISBN 978-5-244-01129-6.
- (рос.) Лобова Е. В., Хабаров А. В. Почвы. — М. : Мысль, 1983. — 304 с. — (Природа мира)
- (рос.) Максаковский В. П. Географическая картина мира. Книга I: Общая характеристика мира. — М. : Дрофа, 2008. — 495 с. — ISBN 978-5-358-05275-8.
- (рос.) Максаковский В. П. Географическая картина мира. Книга II: Региональная характеристика мира. — М. : Дрофа, 2009. — 480 с. — ISBN 978-5-358-06280-1.
- (рос.) Китай // Поспелов Е. М. Топонимический словарь. — М. : АСТ, 2005. — 229 с. — ISBN 5-17-016407-6.
- (рос.) Пфеффер П. Азия. — М. : Прогресс, 1982. — 316 с. — (Континенты, на которых мы живем)
- (рос.) География / под ред. проф. А. П. Горкина. — М. : Росмэн-Пресс, 2006. — 624 с. — (Современная иллюстрированная энциклопедия) — ISBN 5-353-02443-5.
- (рос.) Физико-географический атлас мира. — М. : Академия наук СССР и Главное управление геодезии и картографии ГУГК СССР, 1964. — 298 с.
- (рос.) Энциклопедия стран мира / глав. ред. Н. А. Симония. — М. : НПО «Экономика» РАН, отделение общественных наук, 2004. — 1319 с. — ISBN 5-282-02318-0.